# Olympians de Pékin
Les Olympians de Pékin (en chinois : 北京奥神, en anglais : Beijing Olympians) étaient un club chinois de basket-ball basé à Pékin. Le club évoluait en American Basketball Association à Maywood en Californie (États-Unis).
Il ne faut donc pas le confondre avec les Beijing Ducks, qui évoluent en Chinese Basketball Association, la ligue professionnelle de plus haut niveau du championnat chinois.

## Historique
À la fin de la saison 2003-04, ils finissent 7e sur 12 de cette CBA chinoise et sont éliminés en quarts de finale des séries éliminatoires par les Dragons du Jiangsu. Ils sont ensuite disqualifiés de la saison 2004-05 pour avoir refusé de relâcher Sun Yue à l'équipe nationale U-20, et ne sont pas autorisés à évoluer en CBA pour la saison 2005-06. C'est ainsi qu'il rejoignent la nouvelle ABA, en jouant leurs matchs à domicile en Californie et non pas à Pékin.
En 2013, l'équipe est dissoute après la mort de son propriétaire.

## Palmarès
- Coupe d'Asie : 1998

## Joueurs célèbres ou marquants
- Ma Jian
- Sun Yue
- Zhang Songtao